# Фолльпрехт, Хельмут
Хе́льмут Фо́лльпрехт (нем. Helmut Vollprecht; 24 ноября 1941, Ойбин) — немецкий саночник, выступал за сборную ГДР в середине 1960-х годов. Участник зимних Олимпийских игр в Инсбруке, призёр многих международных турниров и национальных первенств.

## Биография
Хельмут Фолльпрехт родился 24 ноября 1941 года в коммуне Ойбин. Активно заниматься спортом начал в раннем детстве, позже переехал в город Обервизенталь и присоединился к местному спортивному клубу «Трактор». В 1962 году дебютировал на взрослом чемпионате мира, на трассе в польской Крынице в двойке с Йохеном Аше закрыл десятку сильнейших. Год спустя в одиночках финишировал двадцать восьмым на мировом первенстве в австрийском Имсте.
В 1964 году Фолльпрехт получил серебряную медаль на первенстве Восточной Германии, уступив лишь титулованным соотечественникам Клаусу Бонзаку и Томасу Кёлеру. Благодаря череде удачных выступлений удостоился права защищать честь страны на зимних Олимпийских играх в Инсбруке, на первых в истории олимпийских соревнованиях по санному спорту. В двойке со своим новым напарником Вальтером Эггертом претендовал на медали и после первого заезда шёл третьим, однако во второй попытке их опередил итальянский экипаж Джампаоло Амбрози и Джованни Грабера.
Несмотря на неудачу с Олимпиадой, Фолльпрехт продолжил представлять сборную ГДР и ещё в течение нескольких лет ездил на крупнейшие международные турниры. Так, в 1965 году он получил серебро на первенстве своей страны, а также побывал на чемпионате мира в швейцарском Давосе, где занял двадцать восьмое место в мужском одиночном разряде и одиннадцатое в парном. Вскоре после этих соревнований принял решение завершить карьеру спортсмена, поскольку не выдерживал конкуренцию со стороны молодых саночников восточногерманской команды.